# Subgenres van de fantasy
Er ontstonden gedurende de twintigste eeuw steeds meer "gespecialiseerde" subgenres van fantasy doordat fantasyliteratuur steeds populairder werd. Het moderne fantasygenre kent een groot aantal subgenres, die niet direct voortkomen uit de mythologie en volksvertellingen die de oorsprong zijn van het genre. Hoewel de invloed van mythologie en volksvertellingen duidelijk aanwezig is, voegt elk subgenre bepaalde (vaak moderne) aspecten toe aan het fictieve verhaal.

## Alternatieve geschiedenis
Alternatieve geschiedenis is met name een subgenre van sciencefiction. Er zijn echter ook enkele varianten die binnen het fantasygenre vallen, met name als magie een grote rol speelt in het verhaal. De kernvraag van het genre is: "Wat als de geschiedenis anders was verlopen?" Het belangrijkste kenmerk van het genre is dan ook dat het meestal handelt over een historische gebeurtenis, die een ander verloop en uitkomst heeft, dan het verloop en uitkomst die in de geschiedenis is opgetekend. Door deze essentiële verandering te combineren met vele bekende aspecten uit de geschiedenis verschilt het subgenre van subgenres als "historische fantasy" en "contemporaine fantasy".
Voorbeelden:
- Randall Garrett: Lord Dary (boekenserie)
- Keith Robert: Pavane (boek)
- Poul Anderson: Operation Chaos (boek)
- Cast A Deadly Spell (televisiefilm)

## Bangsian fantasy
"Bangsian fantasy" is een subgenre dat zich kenmerkt doordat het verhaal zich geheel of grotendeels na de dood afspeelt. Meestal is dit in de "goedaardige" hemel (Elysium of Nirwana), de "neutrale" hades (Onderwereld of Vagevuur) of "kwaadaardige" hel (Erebus of Gehenna). Het subgenre is genoemd naar John Kendrick Bangs, die in de late negentiende en vroege twintigste eeuw in zijn "Associated Shades"-serie de levens van beroemde mensen na hun dood beschreef. De oorsprong van het genre is echter veel ouder. De kenmerkende aspecten zijn immers al te vinden in de vele Griekse mythen en De goddelijke komedie van Dante.
Voorbeelden:
- Larry Niven: Inferno (1976) (boek)
- C.J. Cherryh & Janet Morris: Heroes in Hell (1986) (boek)
- Kurt Vonnegut: God bless You, Dr. Kevorkian (1999) (boek)

## Contemporaine fantasy
Contemporaine fantasy is een subgenre waarin het verhaal zich (deels) afspeelt in de huidige moderne wereld. In het Engels wordt hiervoor vaak de term "consensus reality" gebruikt. In dit genre spelen magie en andere fantasyaspecten een actieve rol in de werkelijke wereld. Verhalen waarin personages onze wereld verlaten en naar een fantasywereld gaan horen dan ook niet tot dit subgenre. Het subgenre is vaak verbonden met het subgenre "geheime geschiedenis", omdat de magische elementen meestal verborgen worden gehouden voor buitenstaanders. Ook is het verbonden met het subgenre "alternatieve geschiedenis" omdat het meestal een expliciet fantasyelement toevoegt aan de huidige realiteit. Een apart subgenre binnen dit genre is de "stedelijke fantasy", die zich (geheel) in een stedelijke omgeving afspeelt.
Voorbeelden:
- Buffy the Vampire Slayer (televisieserie)
- J.K. Rowling: Harry Potter (boekenserie) en Harry Potter (filmserie)
- Neil Gaiman: Neverwhere (1996) (boek)
- Laurell K. Hamilton: Anita Blake: Vampire Hunter (boekenserie)
- Tisa Pescar: MaanMysteries (boekenserie)
- Kelley Armstrong: Otherworld (boekenserie)
- Natalie Koch: De verborgen universiteit (boekenserie)

## Duistere fantasy
Duistere fantasy (of "Dark Fantasy") is een subgenre waarin aspecten uit het horrorgenre gecombineerd worden met het fantasygenre, veelal met betrekking tot de subgenres "sword and sorcery", "high fantasy" en "contemporaine fantasy". Het genre wordt ook wel "supernatural horror" genoemd, doordat het de bovennatuurlijke fantasievolle elementen uit het fantasygenre verbindt met de sfeer en belevingswereld van de horror.
Voorbeelden:
- Anne Rice: Vampire Chronicles (boekenserie)
- Dungeons & Dragons (roleplaying game)
- Warhammer (roleplaying game)

## Erotische fantasy
Erotische fantasy is een subgenre waarin erotische elementen binnen een fantasywereld centraal staan. Erotische fantasy kan worden verbonden met elk subgenre, en wordt soms als onderdeel van "Romantische fantasy" beschouwd. Veel erotische fantasy hoort echter in het algemene genre "fan fictie" thuis, waarin fans onder andere hun erotische fantasieën over hun helden en heldinnen (als Galadriel uit In de Ban van de Ring) beschrijven

## Fairytalefantasy
Fairytalefantasy is een subgenre waarin vele verschillende elementen uit sprookjes en volksvertellingen centraal staan. Het zijn soms moderne "fairytales", met klassieke verhaallijnen en motieven uit sprookjes en volksvertellingen. Maar het zijn ook moderne hervertellingen van sprookjes en volkvertellingen voor volwassenen (inclusief seks, geweld en/of humor).
Voorbeelden:
- George MacDonald: The Princess and the Goblin (1872) (boek)
- Robin McKinley: Beauty: A Retelling of the Story of Beauty and the Beast (1978) (boek)
- Tanith Lee: Wit als sneeuw, Rood als bloed (2001) (boek)
- Juliet Marillier: Trilogie van de zeven wateren (boeken-serie)

## Fantasy of Manners
Fantasy of Manners of "Mannerpunk" is een fantasyvariant op het (veelal) Engelse genre "comedy of manners", waarin de complexe sociale hiërarchie en de interactie tussen de verschillende personages centraal staan (in de traditie van Jane Austen en Anthony Hope). Romantische, sociale en politieke intrige zijn naast normale fantasyaspecten de belangrijkste kernonderdelen van het genre.
Voorbeelden:
- Ellen Kusher: Swordspoint(1987) (boek)
- Teresa Edgerton: The Queen's Necklace (boek)
- Martha Wells: The Death of the Necromancer (boek)

## Heroïsche fantasy
Heroïsche fantasy is een subgenre dat in eerste instantie sterk verbonden lijkt met "sword and sorcery" en "high fantasy" (waarvan het vrijwel alle elementen heeft), maar waar de "ware" heroïsche held een antiheld is, die weinig macht en geen bijzondere krachten heeft, eenvoudig van aard is, vaak een nederig beroep uitoefent, en zich na het avontuur terugtrekt.
Voorbeelden:
- J.R.R. Tolkien: In de Ban van de Ring (boek)
- Stephen R. Donaldson: De Kronieken van Thomas Covenant (boekenserie)
- Robin Hobb: De boeken van de Zieners (boekenserie)
- George R.R. Martin: Een lied van IJs en Vuur (boekenserie)
- Jacqueline Carey: Kushiëls sage (boekenserie)
- Terry Goodkind:De Wetten van de Magie (boekenserie)

## High fantasy
High fantasy of epische fantasy is een subgenre waarin de epische strijd tussen goed en kwaad in een fantasywereld centraal staat. Het genre is sterk verbonden met "sword and sorcery" omdat in beide genres strijd en magie belangrijke elementen zijn. Bovendien zijn beide zo kenmerkend voor fantasy in het algemeen dat men meestal deze twee subgenres bedoelt als men het over fantasy heeft. Het verschil tussen de twee genres is dat binnen de high fantasy de epische en morele toon centraal staan en bij sword and sorcery de actie het belangrijkste element is.
Voorbeelden:
- Eric Rucker Eddison: De Worm Ouroboros
- C.S. Lewis: De Kronieken van Narnia (boekenserie)
- J.R.R. Tolkien: In de Ban van de Ring (1954) (boek)
- Stephen R. Donaldson: De Kronieken van Thomas Covenant (boekenserie)
- Terry Brooks: Shannara (boeken-serie)
- Robert Jordan: Het Rad des Tijds (boekenserie)
- Terry Goodkind:De Wetten van de Magie (boekenserie)

## Historische fantasy
Historische fantasy is een subgenre met twee varianten. In de ene vindt het verhaal plaats in een werkelijk historisch verleden en worden er elementen uit de fantasy aan toegevoegd. Deze variant is dus sterk verbonden met het subgenre "alternatieve geschiedenis". In de andere heeft de fantasywereld belangrijke overeenkomsten met een historische periode uit onze wereld. Met name in de laatste variant zijn landen, volken, personen en dergelijke vaak gebaseerd op landen, volken en personen uit de wereldgeschiedenis. Aparte subgenres binnen dit genre zijn de "Celtic fantasy" (over de Kelten), de "Steampunk" (over het victoriaanse tijdperk), "historische High Fantasy" (een variatie van het "High Fantasy" genre) en "middeleeuwse fantasy" (over de riddertijd)
Voorbeelden:
- Katharine Kerr: Deverry (boekenserie)
- Guy Gavriel Kay: Tigana (boek)
- George R.R. Martin: Een lied van IJs en Vuur (boekenserie)
- Jacqueline Carey: Kushiëls sage (boekenserie)

## Humoristische fantasy
Humoristische fantasy is een subgenre dat enerzijds een parodie is op het fantasygenre zelf en zijn verschillende subgenres en anderzijds een parodie is op vele onderwerpen buiten het genre, hoewel het als fantasy geschreven is. Het subgenre wordt ook beschouwd als onderdeel van het subgenre "low fantasy", omdat het in groot contrast staat met "high fantasy"; het ene is komisch, het andere serieus.
Voorbeelden:
- Henry N. Bears & Douglas C. Kenney: Bored of the Rings (1969) (boek)
- Jim Theis: The Eye of Argon (1970) (boek)
- Monty Python and the Holy Grail (1975) (film)
- Andrew Marshall & John Lloyd: Hordes of the Things (1980) (boek)
- Terry Pratchett: Schijfwereld (boekenserie)
- Greg Keyes:Het wapen van Newton (de eeuw der wonderen), behoort eigenlijk tot de historische fantasy

## Jeugdfantasy
Jeugdfantasy is een combinatie van jeugdfictie en fantasy, in alle mogelijke subgenres. De helden van het genre zijn meestal tieners, met unieke magische krachten of voorwerpen. Met name in Engeland is het genre zeer populair, maar sinds de "Harry Potter"-serie heeft deze populariteit zich over de wereld verspreid.
Voorbeelden:
- Lewis Carroll: Alice in Wonderland (boek)
- L. Frank Baum: The Wizard of Oz (boek)
- C.S. Lewis: De Kronieken van Narnia (boeken-serie)
- J.K. Rowling: Harry Potter (boeken-serie)
- J.R.R. Tolkien: De Hobbit (boek)

## Low fantasy
Low fantasy is fantasyliteratuur die duidelijk verschilt van high fantasy of zich hiertegen afzet. Het omvat dan ook verschillende subgenres zoals duistere fantasy, humoristische fantasy, enzovoort. Kenmerkend is dat magie, superhelden en grote strijdtonelen meestal een zeer beperkte tot geen rol spelen in de verhalen. Ook kan geofictie gebaseerd op de echte wereld onder dit subgenre vallen.

## Mythische fantasy
Mythische fantasy is een subgenre waarvan de verhalen zich grotendeels in de werkelijke wereld afspelen, maar waarin mythische thema's, symbolen, personages, en dergelijke een centrale rol spelen. Het genre kent een grote overeenkomst met contemporaine fantasy en urban fantasy, en verschilt duidelijk van de meeste fantasysubgenres (met uitzondering van fairytale fantasy), omdat deze weliswaar gebaseerd zijn op mythische thema's en volksvertellingen, maar tevens een nieuwe, eigen invulling hieraan geven. In mythische fantasy zijn aspecten uit deze mythen en volksvertellingen direct verweven in het verhaal.
Voorbeelden:
- Neil Gaiman: American Gods (2001) (boek)
- Emma Maree Urquhart: Drakentemmers (2004) (boek)

## Romantische fantasy
Romantische fantasy is zowel een subgenre van fantasy als romantische literatuur. Het kan overlappen met zowat elk mogelijk subgenre van fantasy, zolang de persoonlijke romantische relaties tussen personages centraal staan in het verhaal. Deze fantasy variant van romantische literatuur bevat veelal krachtige vrouwelijke personages, en de magische elementen zijn vaak natuurlijke of geestelijke krachten.
Voorbeelden:
- Diane Duane: The Door Into Fire (1979) (boek)
- Mercedes Lackey: Arrows of the Queen (1987) (boek)
- Tamora Pierce: Wild Magic (1992) (boek)
- Silver Linings Playbook (2012) (film)

## Sciencefantasy
Sciencefantasy is een subgenre van zowel fantasy als sciencefiction. Naast vele typische sciencefictionaspecten bevatten deze verhalen veelal fantasyachtige magie (zoals speciale aangeboren krachten) en zijn bepaalde aspecten van de fictieve wereld meer verbonden met fantasy dan met sciencefiction. Zo is er vaak sprake van genootschappen, ridders en prinsen, typische elementen van fantasyliteratuur. Ook wordt er in de verhaalstructuur vaak verwezen naar mythen en volksvertellingen. Sciencefantasy kent een aantal subgenres, die veelal een combinatie zijn van sciencefantasy en een subgenre uit de sciencefiction.
Voorbeelden:
- Frank Herbert: Duin (boekenserie)
- Star Wars (film-serie)
- Anne McCaffrey: De Drakenrijders van Pern (boekenserie)
- Marion Zimmer Bradley: Darkover-serie (boekenserie)
- Jack Vance: Dying Earth (boekenserie)
- Gene Wolfe: The Book of the New Sun (boek)

## Seriesfantasy
Seriesfantasy is een subgenre dat verschillende series van verschillende media en verschillende auteurs omvat, die alle op eenzelfde fantasywereld afspelen. Zo zijn er boeken en films gebaseerd op roleplayinggames, of zijn er spellen en boeken van verschillende auteurs gebaseerd op films.
Voorbeelden:
- Star Wars (films, games, e.a.)
- Dragonlance (1984 - heden) (boeken, games, e.a.)
- Forgotten Realms (1987 - heden) (game, e.a.)
- Magic: The Gathering (1993 - heden) (games, e.a.)

## Superheldfantasy
Superheldfantasy is een subgenre dat ontstond in Amerikaanse stripboeken, waarin sciencefantasy en contemporaine fantasy gecombineerd werden en een nieuw soort superheld werd gemaakt. De verhalen spelen meestal af in een werkelijke wereld, waaraan allerlei fantasyconcepten en sciencefictionachtige technologie is toegevoegd. De superheld zelf is herkenbaar aan zijn kostuum en zijn krachten. Hij bezit bovendien meestal een kenmerkend wapen en een geheime identiteit.
Voorbeelden:
- Superman (stripboeken, films e.a.)
- Spiderman (stripboeken, films e.a.)

## Sword & Sandal
Sword & Sandal is een subgenre dat voortkomt uit fantasyavonturen films vanaf het einde van de jaren 1950. Deze films waren het Europese antwoord op Amerikaanse producties als Cleopatra en Ben-Hur. Een van de eerste was de Italiaanse film Le Fatiche di Ercole (Engelse titel : Hercules). Sword & Sandal heeft veel overeenkomsten met Historische Fantasy en Sword & Sorcery en speelt zich af in de klassieke oudheid, meestal met een Bijbelse, Griekse of Romeinse achtergrond.
Voorbeelden:
- Le Fatiche di Ercole (Hercules)
- Ercole e la regina di Lidia (Hercules Unchained)
- Il Colosso di Rodi (The Colossus of Rhodes)
- Sangraal, la spada di fuoco (Sangraal)

## Sword & Sorcery
Sword & Sorcery is een subgenre dat voortkomt uit de boeken van Robert E. Howard over Conan de Barbaar, en later met name in de fantasy van roleplaying games gebruikt wordt. Actie in de vorm van gevechten en het gebruik van magie staat centraal in het genre, en de personages zijn vrijwel altijd ofwel goed- ofwel slecht. Overleven en zelfbehoud zijn tevens centrale thema’s in het genre.
Voorbeelden:
- Robert E. Howard: Conan de Barbaar (boeken-serie)
- C. L. Moore: Jirel of Joiry (boeken-serie)
- Richard Corben: Neverwhere (1968) (boek)
- Dungeons & Dragons. (rollenspel, boeken e.a.)
- Hajime Kanzaka: Slayers (1995) (boek)